# تشارلز إي. ريتشاردسون
تشارلز إي. ريتشاردسون (بالإنجليزية: Charles E. Richardson)‏ هو صحفي أمريكي، ولد في 26 نوفمبر 1934 في نيوكاسل في الولايات المتحدة، وتوفي في 20 يوليو 2009 في شايان في الولايات المتحدة.